# 弦楽四重奏曲第2番 (メンデルスゾーン)
弦楽四重奏曲第2番 イ短調 作品13は、フェリックス・メンデルスゾーンが1827年に作曲した弦楽四重奏曲。作曲時メンデルスゾーンは18歳であり、番号こそ第2番となっているが、第1番 作品12（1829年）より先に作曲されている。ベートーヴェンの弦楽四重奏曲から多くの着想を得ている。

## 概要
この曲の作曲時、メンデルスゾーンはまだ10代だったが、既に室内楽曲の分野では経験豊富な作曲家だった。この時期までに『弦楽五重奏曲第1番』作品18、『弦楽八重奏曲』作品20、そして『ピアノ四重奏曲』などを完成させていたからである。オペラ『カマチョの結婚』の上演まではまだ数か月の期間があった。このオペラは失敗に終わることになる。
メンデルゾーンがこの弦楽四重奏曲を作曲したのは、ベートーヴェンの死の数か月後のことだった。ベートーヴェンの後期弦楽四重奏曲は当時あまり芳しくない評価を受けており、作曲家ルイ・シュポーアの「わけのわからない、取り返しのつかない恐怖」という評には、メンデルスゾーンの父アブラハムを含め多くの者が同意していた。しかしメンデルスゾーンは、それらの作品の虜となっていた。彼はベートーヴェンの弦楽四重奏曲を分析し、そこから自作に多くの引用を散りばめた。
この曲全体を統一する動機には、メンデルスゾーンが数か月前に作曲していたピアノ伴奏によるバリトンのための歌曲『本当に?』（Ist es wahr?）作品9-1からの引用が行われている。この曲はヨハン・グスタフ・ドロイゾン（Johann Gustav Droyson）の詩に基づくもので「きみがいつも木陰を散策する私を待っているというのは本当か」といった内容である。メンデルスゾーンは弦楽四重奏曲の楽譜の表紙にこの歌曲の題を書き入れており、これはベートーヴェンが『弦楽四重奏曲第16番』の終楽章に「Muss es sein?」（かくあらぬか）と書き入れたことを思い起こさせる。しかし内容的には、内省的で実存主義的なベートーヴェンの楽曲とは異なり、メンデルスゾーンのそれは豊かなロマン性を有している。研究者のルーシー・ミラー（Lucy Miller）は「（略）ベートーヴェン後期の作曲技法に大きく依存するこの四重奏曲は、古典派の形式感とロマン派の表現を橋渡しするものである。」と記している。
この曲のように大部分が短調で書かれ、性格的にも暗く、開始楽章と終楽章が共に短調であるというのは、当時の弦楽四重奏曲の慣習からは遠い冒険的な試みであった。まず1830年にパート譜がブライトコプフ・ウント・ヘルテル社から、総譜は1843年に同じくブライトコプフ社から出版された。ヘンレ社からも原典版が刊行されている。

## 演奏時間
約30分

## 楽曲構成
メンデルスゾーンの他の弦楽四重奏曲と同様、4つの楽章から構成される。

### 第1楽章
アダージョ 3/4拍子 イ長調 - アレグロ・ヴィヴァーチェ 4/4拍子 イ短調
ソナタ形式。アダージョ、イ長調の序奏部で提示される3音からなる『Ist es wahr?』の主題は全曲の終わりにも現れ、曲を統一する動機となる。歌曲『Ist es wahr?』を譜例1に、この曲の序奏部での引用部分を譜例2に示した。
譜例1
譜例2
序奏部を終えるとヴィオラのトリルで接続され、曲はアレグロ・ヴィヴァーチェ、イ短調の主部に入る。ここまでの開始部分の構成は、やはりアダージョで始まり続いて16分音符による第1主題と叙情的な走句が見られるベートーヴェンの『弦楽四重奏曲第15番』と類似している。主部では4/4拍子になり、やはりヴィオラに先導される形で第1主題が出される（譜例3）。
譜例3
前打音を含む第2主題はホ短調に出される（譜例4）。
譜例4
展開部もヴィオラのトリルから開始し、前半ではそのまま16分音符の音型が、後半では譜例3の第1主題が中心に扱われる。その後、3たびヴィオラのトリルを合図に譜例1がイ短調、続いて第2主題もイ短調で再現される再現部となる。その後、精力的なコーダが繰り広げられ、最後はフォルテッシモで楽章を閉じる。

### 第2楽章
アダージョ・ノン・レント 3/4拍子 ヘ長調
冒頭よりカンタービレの主題が奏でられる（譜例5）。
譜例5
続いて曲は突如フガートへと入る（譜例6）。これはベートーヴェンの『弦楽四重奏曲第11番』、第2楽章をモデルとして作られたものと思われる。両曲のフーガ主題はいずれも狭い音域で音高が半音階的に頻繁に上下するもので、またいずれもヴィオラに始まり第2ヴァイオリン、他の楽器へと受け渡されていく。ベートーヴェンの楽曲同様、この曲でもフーガは楽器間でのクロスリズムを伴って複雑さを増していくように書かれている。
譜例6
その後速度を上げ、情熱的な展開が行われて盛り上がりを築くと譜例5が回帰し、最後は弱音で楽章を締めくくる。

### 第3楽章
インテルメッツォ: アレグレット・コン・モート 2/4拍子 イ短調
序奏なしに譜例7に示す軽やかな旋律が、ピチカートの伴奏に乗って第1ヴァイオリンによって奏でられる。これは『夏の夜の夢 序曲』やメンデルスゾーンの他の室内楽曲のスケルツォ楽章を想起させる。
譜例7
中間部はアレグロ・ディ・モルト、イ長調となり、歯切れのよい16分音符とスタッカートの同音連打に特徴付けられる軽快な音楽が繰り広げられる。その後、イ短調に戻って譜例7が再現され、中間部の素材も織り交ぜつつピチカートで楽章を閉じる。

### 第4楽章
プレスト 2/2拍子 イ短調
この楽章はベートーヴェンの『弦楽四重奏曲第15番』を下敷きとして作られている。両曲ともトレモロ伴奏上での第1ヴァイオリンによるカデンツァ風の劇的な序奏の後、主題（譜例8）が奏でられる。主題を下支えするチェロ、及び内声部の伴奏音型も両曲で類似した特徴を有している。
譜例8
以降、活発に進みフガートなど多彩な要素を用いて進行した後、落ち着いて第1ヴァイオリンのレチタティーヴォを経て3/4拍子、イ長調となり、第1楽章冒頭の序奏部並びに『Ist es wahr?』の動機が回想され、弱音の響きの中に全曲の幕を閉じる。